# Trusina (Konjic, BiH)
Trusina je naseljeno mjesto u općini Konjic, Federacija Bosne i Hercegovine, BiH.
Nalazi se u dolini Neretvice.

## Povijest
U širem području sela je 16. travnja 1993. između 8 i 9 sati ujutro 16. travnja izbile su borbe između Armije RBiH i HVO. Postrojba Armije RBiH pod zapovjedništvom Zulfikara Ališpage nakon nekoliko sati probila je hrvatsku obranu i tad je zarobila hrvatske bojovnike. Potom su počinili pokolj Hrvata. Osam pripadnika HVO-a postrojili su i strijeljali, a 16 civila ubili na raznim lokacijama. Preostale civile, uglavnom žene i djeca zatočili su u nekoliko privatnih kuća, a poslije su pušteni da odu iz sela. Ukupno su ubili 24 Hrvata.

## Stanovništvo

### 1991.
Nacionalni sastav stanovništva 1991. godine, bio je sljedeći:
ukupno: 309
- Hrvati – 155 (50,16 %)
- Muslimani – 152 (49,19 %)
- Jugoslaveni – 2 (0,65 %)

### 2013.
Nacionalni sastav stanovništva 2013. godine, bio je sljedeći:
ukupno: 143
- Bošnjaci – 139 (97,20 %)
- ostali, neopredijeljeni i nepoznato – 4 (2,80 %)

## Vanjske poveznice
- Satelitska snimka  Arhivirana inačica izvorne stranice od 9. ožujka 2021. (Wayback Machine)